# Долларизация

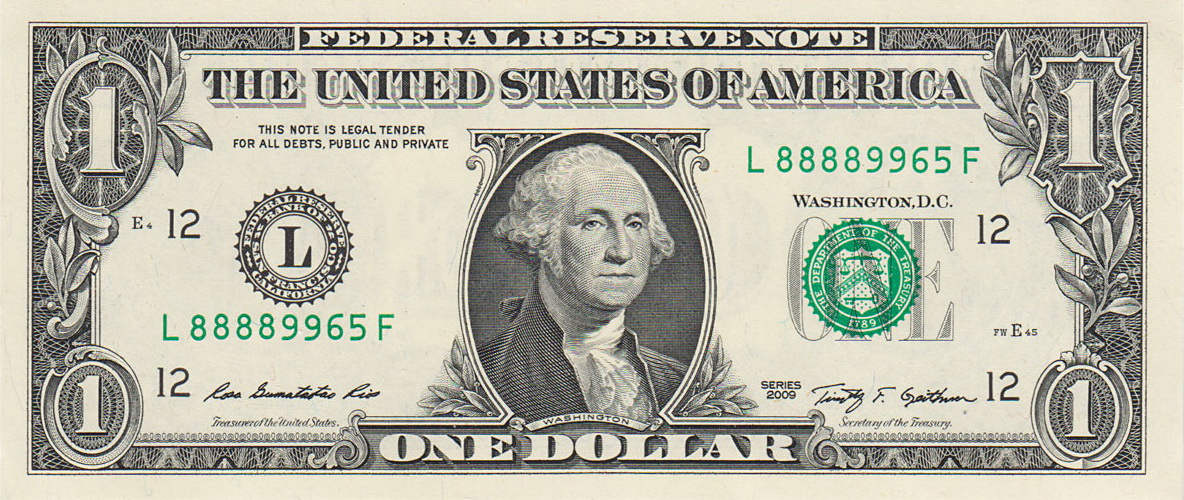
1 американский доллар с портретом Джорджа Вашингтона

Доллариза́ция эконо́мики — феномен международного денежного рынка, при котором доллар США (или другая иностранная валюта) широко применяется для операций внутри страны или отдельных отраслей её экономики, вплоть до полного вытеснения национальной валюты.

## Причины долларизации
Основной экономической причиной долларизации является предпочтение агентами доллара национальной валюте. Явление наблюдается в том случае, если доллар более стабилен и конвертируем, чем национальная валюта. Непосредственной причиной, за которой обычно следует долларизация экономики, является слабый контроль правительства над предложением денег, вследствие чего национальная валюта постоянно обесценивается, поэтому агенты не желают держать активы в национальной валюте и оптимизируют свои портфели активов в пользу доллара.

## Степень долларизации
Выделяют следующие уровни долларизации:
1. Финансовая долларизация, при которой доллар используется для оценки и номинирования различных видов активов. К финансовой долларизации также относят использование доллара как средства сбережения (хранение наличности, долларовые депозиты).
2. Реальная долларизация, при которой доллар используется в качестве меры стоимости.
3. Валютное замещение, при которой доллар используется как средство расчётов и платежей.

Долларизация может быть неофициальной, когда экономические агенты используют доллар при отсутствии законодательного разрешения. Если возможность использовать доллар внутри страны предусмотрена законом, то говорят об официальной долларизации.

## Экономический охват долларизации
Долларизация может носить полный, смешанный или частичный характер, как внутри секторов национальной экономики, так и по стране в целом. Явление полной долларизации, как правило, характерно для слаборазвитых в экономическом отношении государств и является следствием крайней нестабильности внутренней денежной системы.
Обычно полная долларизация является крайней мерой и означает признание полной политической невозможности контроля над денежным предложением в целях избежания инфляции. Например, режим «валютной палаты», при котором предложение национальной валюты законодательно ставится в жёсткую зависимость от величины внешних резервов, представляется гораздо более выгодным, ведь появляется возможность получать процент на резервы. Полную долларизацию предпочитают страны, где отсутствует политическая возможность даже для такого решения.
Долларизации могут подвергаться следующие виды активов и обязательств.
|               | Домохозяйства/фирмы (нефинансовый сектор) | Банки (финансовый сектор)                                      | Общественный сектор                                    |
| ------------- | ----------------------------------------- | -------------------------------------------------------------- | ------------------------------------------------------ |
| Активы        | Наличные доллары                          | Наличные доллары за рубежом                                    |                                                        |
| Активы        | Долларовые банковские депозиты            | Кредиты домохозяйствам и фирмам в долларах                     | Наличные доллары за рубежом, принадлежащие государству |
| Активы        | Активы с привязкой к доллару              | Кредиты общественному сектору в долларах                       |                                                        |
| Активы        | Долларовые активы за рубежом              | Активы с привязкой к доллару                                   |                                                        |
| Обязательства | Долговые обязательства в долларах         | Долларовые депозиты домохозяйств, фирм и общественного сектора | Резервные требования по долларовым депозитам           |
| Обязательства | Обязательства с привязкой к доллару       | Внешний долг в долларах                                        | Чистые банковские кредиты в долларах                   |
| Обязательства | Долларовые обязательства за рубежом       |                                                                | Внешний долг номинированный в долларах                 |
| Обязательства |                                           | Внешний долг индексированный в долларах                        |                                                        |

## Юридический статус феномена
Следует различать официальную, полуофициальную и неофициальную долларизацию. Также следует учитывать, что национальные деньги вытесняет не только доллар США, но и евро, австралийский, новозеландский доллары и т. д. Возможно параллельное хождение двух и более иностранных валют в разных соотношениях к национальной, которые, как правило, отличаются либо большей стабильностью в плане инфляции, либо более широким географическим ареалом своего распространения.

## Временная протяжённость и обратные процессы
Долларизация зачастую носит временный характер, хотя и довольно продолжительный по срокам. Если национальная валюта начинает укрепляться в результате улучшения внутренней экономической конъюнктуры, и этому способствует национальное правительство, происходит процесс ревальвации национальной валюты, сопровождающийся дедолларизацией — то есть падением значимости иностранной валюты для внутреннего рынка.

## История долларизации
Долларизация существовала де-факто во многих развивающихся странах, а также получила широкое распространение в России и других странах бывшего социалистического блока. Панама начала использовать доллар США с 1904 года вместо колумбийского песо, Эквадор — с 2000-го вместо эквадорского сукре, Сальвадор — с 2001-го вместо сальвадорского колона, Восточный Тимор — с момента окончательного завоевания независимости в 2002 году, Зимбабве — с экономического краха в 2009-м.
В данный момент это самые крупные официально долларизованные страны в мире.

## Страны, использующие доллар
В настоящее время помимо США доллар США используется в следующих странах и зависимых территориях:
- Бермудские Острова (также Бермудский доллар)
- Британские Виргинские острова
- Восточный Тимор (также монеты сентаво)
- Маршалловы острова
- Палау
- Панама (также монеты бальбоа)
- Сальвадор
- Теркс и Кайкос
- Федеративные Штаты Микронезии
- Эквадор (также монеты сентаво)
- Зимбабве (также обязательства в виде монет в центах).

Курсивом выделены заморские территории Великобритании.